# Гомон Євгенія Євгенівна
Євге́нія Євге́нівна Го́мон (нар. 25 березня 1995, Запоріжжя) — українська спортсменка та тренер з художньої гімнастики. Майстер спорту України міжнародного класу (5 жовтня 2016). Фіналістка двох Олімпійських ігор 2012 та 2016 рр., медалістка чемпіонату світу (2013), кавалерка ордена княгині Ольги ІІ та ІІІ ступеня. Засновниця клубу художньої гімнастики Gomon Gymnastics Space. 

## Життєпис

### Освіта
Закінчила Національний університет фізичного виховання і спорту, м. Київ. Отримала кваліфікацію магістра за спеціальністю «фізична культура і спорт».

### Спортивна кар'єра
Починала свій спортивний шлях в СДЮШОР №5 м.Запоріжжя. Перший тренер — заслужений тренер України Діана Олексіївна Колокот. 2009 року розпочала тренування у збірній України у Києві під керівництвом Альбіни та Ірини Дерюгіних. Того ж року завоювала срібну медаль на Всесвітній Гімназіаді у складі юніорської збірної України у м. Доха, Катар. У 2010 році стала фіналісткою чемпіонату Європи з художньої гімнастики в індивідуальних вправах (юніорська програма), м. Бремен, Німеччина.
З 2011 року виступає у складі національної збірної України з художньої гімнастики у групових вправах.
Фіналістка Олімпійських ігор в Лондоні 2012 року, у складі команди разом з Оленою Дмитраш, Валерією Гудим, Світланою Прокоповою, Вікторією Ленишин посіли місце 5 у фіналі багатоборства. 
На літній універсіаді у Казані 2013 року Євгенія виступала у 3 групових дисциплінах разом з Оленою Дмитраш, Олександрою Грідасовою, Валерією Гудим, Світланою Прокоповою і Вікторією Мазур, спортсменки завоювали срібну та дві бронзові нагороди. Срібло вони здобули у командному багатоборстві набравши 32,599 бала, перше місце вибороли росіянки з результатом — 35,100. Ще дві бронзові медалі Євгенія зі своєю командою завоювали у групових вправах — з десятьма булавами (16,533), а також з трьома м'ячами і двома стрічками (16,200).
На чемпіонаті світу у Києві, що проходив з 28 серпня по 1 вересня 2013 року, Євгенія виступала у 3 дисциплінах та завоювала бронзову медаль у командній вправі 10 булав разом з Вікторією Мазур, Вікторією Шинкаренко, Олена Дмитраш, Світланою Прокоповою і Валерією Гудим. Українки успішно подолали кваліфікацію (5-е місце), зумівши потрапити до числа восьми команд, які у фіналі розігрували медалі чемпіонату світу. Показана у фіналі композиція принесла українкам 17,208 балів і третє місце.
На перших Європейських іграх у м. Баку (2015) у складі збірної команди у групових вправах виборола срібну медаль у фінальних вправах з 5 стрічками та бронзову медаль у вправах з обручами і булавами.
На літній універсіаді 2015 року в м. Кванджу Євгенія Гомон у складі збірної України (разом із Валерією Гудим, Олександрою Грідасовою, Оленою Дмитраш та Анастасією Мульміною) завоювала золото у командних вправах із булавами та обручами та срібло - у командних вправах зі стрічками та у командному багатоборстві.
На других у своїй спортивній кар’єрі Олімпійських іграх у Ріо-де-Жанейро (2016) Євгенія була капітаном команди у групових вправах. Разом з Оленою Дмитраш, Валерією Гудим, Олександрою Гридасовою та Анастасією Возняк посіли сьоме підсумкове місце у фіналі багатоборства.
2017 року разом з оновленою командою здобула у групових вправах низку медалей на етапах Кубка світу з художньої гімнастики. Після свого четвертого чемпіонату світу в Пезаро (Італія), спортсменка завершила професійну кар'єру. На Чемпіонаті Європи з художньої гімнастики-2018 (Гвадалахара) виграла дві срібні медалі в командних заліках — вона і Кобець Дарія, Возняк Анастасія, Валерія Юзьвяк, Валерія Ханіна, Діана Мижерицька.

### Тренерська кар’єра
2018 році брала участь у підготовці національної збірної команди України з художньої гімнастики у групових вправах до чемпіонату світу у м. Софія, Болгарія. У вправах з трьома м’ячами і двома скакалками українки завоювали бронзові нагороди. 2019 року підготувала команду в групових вправах до літньої Всесвітньої Універсіади в м. Неаполь, Італія. Українські гімнастки вибороли три срібних нагороди, а Євгенію представили до Ордена княгині Ольги ІІ ступеня.
У перші місяці повномасштабного російського вторгнення ініціювала та організувала проведення безкоштовних онлайн тренувань з художньої гімнастики для дівчат з України, які втратили можливість тренуватися в звичайних умовах. Онлайн тренування одночасно відвідували до 200 українських дівчат гімнасток з різних регіонів України. 
2023 року заснувала клуб художньої гімнастики Gomon Gymnastics Space у м. Київ.

## Державні нагороди
- Орден княгині Ольги II ст. (1 жовтня 2019) — за досягнення високих спортивних результатів на XXX Всесвітній літній Універсіаді у м.Неаполі (Італійська Республіка), виявлені самовідданість та волю до перемоги, піднесення міжнародного авторитету України [21]
- Орден княгині Ольги III ст. (25 липня 2013) — за досягнення високих спортивних результатів на XXVII Всесвітній літній Універсіаді в Казані, виявлені самовідданість та волю до перемоги, піднесення міжнародного авторитету України[22]

## Особисте життя
Одружена, виховує сина.

## Виступи на Олімпіадах
| Олімпіада   | Дисципліна        | Місце |
| Лондон 2012 | командна першість | 5     |
| Ріо 2016    | командна першість | 7     |